# Sœurs de Sainte-Dorothée, Filles des Sacrés-Cœurs
Ne doit pas être confondu avec Sœurs maîtresses de sainte Dorothée, Sœurs de Sainte Dorothée de Cemmo ou Sœurs de sainte Dorothée de Frassinetti.
Les Sœurs de Sainte-Dorothée, Filles des Sacrés-Cœurs (en latin : Congregatio Sororum Magistrarum a Sancta Dorothea Filiarum a Sacris Cordibus) forment une congrégation religieuse féminine enseignante et hospitalière de droit pontifical. 

## Histoire
La congrégation est fondée par le père Giovanni Antonio Farina (1803-1888) (plus tard évêque de Trévise puis de Vicence) qui confie le 11 novembre 1836 l'école de la paroisse de San Pietro à Vicence à une communauté de trois jeunes femmes de l'association de sainte Dorothée de Don Luca Passi et voulant embrasser la vie religieuse.
L'institut reçoit le décret de louange du pape Grégoire XVI le 1er mars 1839 ; ses constitutions approuvées le 2 mai 1905 sont révisées après le concile Vatican II et de nouveau approuvées le 18 juin 1982. 
Maria Bertilla Boscardin (1888-1922) est une religieuse de cette congrégation, canonisée le 11 mai 1961 par Jean XXIII.

## Fusion
- 1966 : Les Sœurs des Sacrés Cœurs de Jésus et de Marie fondées à Palerme par Thérèse Macaluso (1831-1902) pour l'enseignement des jeunes filles[3]. Elles fusionnent avec les Sœurs de Sainte-Dorothée, Filles des Sacrés-Cœurs en 1966[4].

## Activités et diffusion
Les religieuses se consacrent à l'instruction et l'éducation chrétienne de la jeunesse ainsi que les soins hospitaliers.
Elles sont présentes en:
- Europe : Italie, Angleterre, Espagne, Pologne, Roumanie, Ukraine.
- Amérique du Sud : Brésil, Colombie, Équateur, Mexique.
- Asie : Israël, Inde, Jordanie, Syrie.
- Afrique : Côte d'Ivoire, Togo.

En 2017, la congrégation comptait 1259 sœurs dans 163 maisons.